# Tònica (música)
La tònica és, en el context de la música tonal, la nota principal i jeràrquicament més important de totes les que integren l'escala d'una determinada tonalitat. Al mateix temps, és la primera nota d'aquesta escala, és a dir, el primer grau de l'escala, i la nota que dona nom a la tonalitat en qüestió.
Així, per exemple, la tònica de la tonalitat de do -tant si es tracta de do major com si es tracta de do menor- és la nota do.